# 뉴 카멜리아호

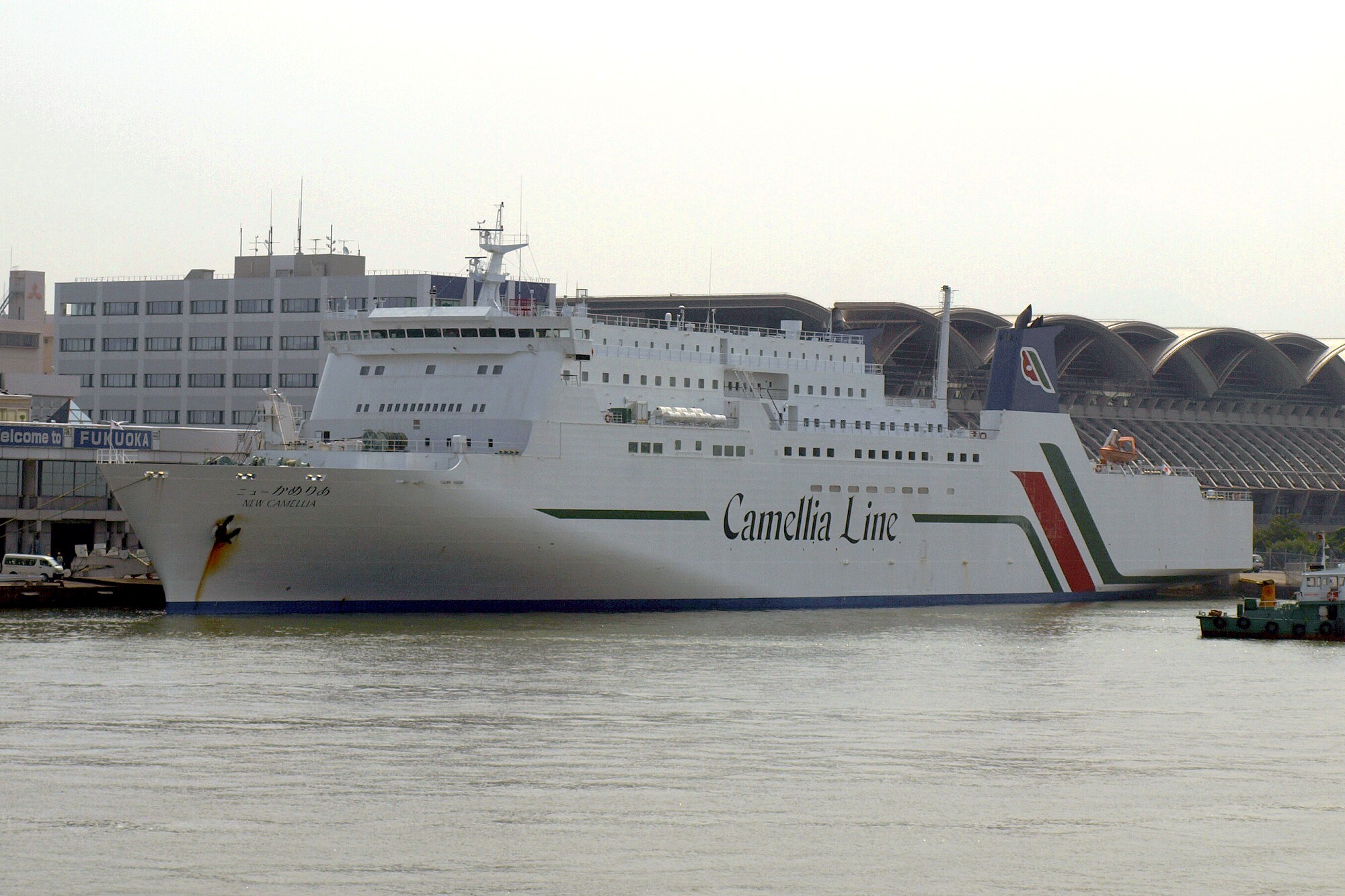
하카타항에 접안하고 있는 뉴 카멜리아호.

뉴 카멜리아호(일본어: ニューかめりあ)는 카멜리아 라인이 운항하고 있는 페리이다.

## 개요
카멜리아의 대선으로서 미쓰비시 중공업 시모노세키 조선소에서 건조되었고, 2004년 7월에 처음으로 취항하였다. 총 정원은 522명(최대 647명), 승조원은 49명, 적재 능력은 220 TEU, 선적 가능한 차량은 41대, 항속 거리는 최대 4,300 해리이다. 그 외에도 기관 방식은 디젤이고, 데크의 개수도 역시 6개, 엔진은 JFE 엔지니어링의 18PC2-6V가 2기 장착되어 있다. 그리고 4익 가변 피치 프로펠러도 역시 2축이 장착되어 있다. 항해 구역은 연안 해역 일대에만 운항하고 있는 특이 사항을 둔다. 또한 해당 선박은 아시안 하이웨이 1호선()의 한일간 연결 통로 역할을 수행하고 있는 뱃길로 운영되기도 한다.

### 항로
한일 항로
- 하카타항 (하카타항 국제터미널) - 부산항여객터미널 (국제터미널)

하카타에서 출발하는 편은 낮 시간대에 운항하고, 부산 출발편은 보통 야간에 운항하는 것을 원칙으로 두므로, 1일 1회 왕복한다. 그러나 운항 여정 상 스케줄을 보면 하카타에서 부산으로 향하는 배편은 매일 낮 12시 30분 출항, 저녁 6시 부산항에 입항하며 소요 시간은 5시간 30분 걸린다. 다만 부산에서 출항하는 경우 일본 세관의 출근시간으로 인하여 승선을 19시경에 하지만 출발은 22시 이후에 실시한다. 다만, 하카타항에 도착하는 시간은 약 5시간 30분 뒤인 익일 새벽 4시 전후로 볼 수 있으나, 일본 현지의 세관의 영업 시간을 기다려야 하기 위해 오전 7시 경에 하선을 시작한다.

## 설계
선체는 통상적으로 보면 6층 구조로 이루어져 있어, 6DECK는 조타실 및 승조원 구역을, 5·4·3DECK 같은 경우 여객 구역을, 1·2DECK는 차량 탑재 구역으로 이루어져 있다. 오른쪽 뱃전에 있는 선수와 선미에는 램프웨이가 장착되며, 국제 여객선에서는 최초로 교통 관련 배리어프리법에 근거하여 작성된 철도·운수 기구 상에서의 여객선 관련 배리어 프리 설계 매뉴얼에 준용되고 있는 배리어 프리 고도화 선박이라는 특기사항을 둔다.

## 선내

### 선실
- 특별실 : 트윈, 3명X2실, 개인발코니 외에도 파우더룸, 세면대, 욕조, 샤워부스, 화장실, TV, 냉장고 등이 구비.
- 특등실 : 다음과 같음(5층에 위치)
  - 1인용 특등실 : 1명X4실
  - 2인용 특등실 : 2명X4실
  - 3인용 특등실 : 3명X2실
  - 주요 시설 : 세면대, 샤워부스, 화장실, TV, 냉장고, 티포트, 다기세트 등
- 1등실 : 다음과 같음(4,5층에 위치)
  - 화실A : 5명X21실/세면대, TV, 책상, 반침
  - 양실B : 4명X12실/2단 침대, 탁자, 의자, TV, 세면대, 소매 없는 외투(클로크)
  - 양실C : 2명X22실/2단 침대, 탁자, 의자, TV, 세면대, 소매 없는 외투(클로크)
- 2등실(3,4층에 위치): 이불,베개가 있는 큰 방의 구조로 이루어져 있으며 객실 정원은 11~24명으로, 24실에 301명이 수용할 수 있음. TV 구비는 기본이어도 탈의실이 따로 존재함. 소등 시간은 승객의 불안감을 고려, 밤 11시에 소등해야 함.
- 비고 : 전 객실 모두 금연으로 이루어짐. (선내 4층에 흡연구역이 있다.)

### 부대 시설
부대시설에 이용 가능한 화폐는 원칙적으로 일본 엔을 사용해야 한다. 단, 한국 돈은 편의점에도 예외 없이 지불할 수 없게 되지만, 향후 고려해운이 한국 국적 자매 선박을 따로 선보이게 되면 성희호처럼 대한민국 원화도 이용할 수 있다.
- 레스토랑
- 전망욕탕
- 편의점 및 면세점
- 노래방
- 오락실
- 전망응접실
- 기타 시설 (자동 판매기, 코인 로커 등)

## 유의할 점
일본 업체의 선박이기 때문에 배에서는 원화 결제가 안되므로 미리 환전을 해서 승선해야 한다. 선내 3층 안내소에서도 환전이 가능하지만, 부산항여객터미널 내에 있는 BNK부산은행 관련 지점을 통해 일본 엔으로 교환하는 것이 경제적이다.

## 갤러리

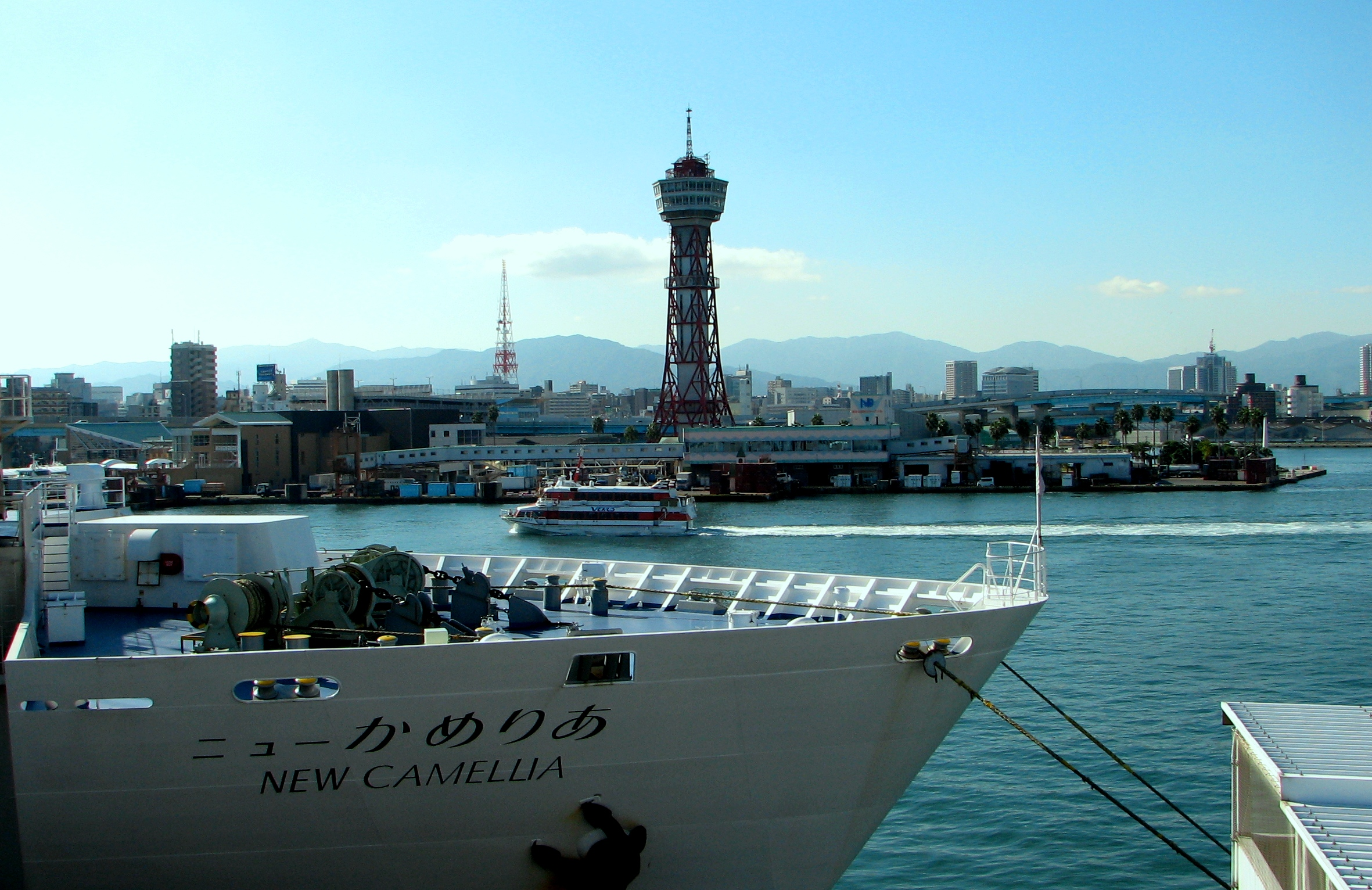
하카타항에 정박중인 뉴 카멜리아호의 선미 모습
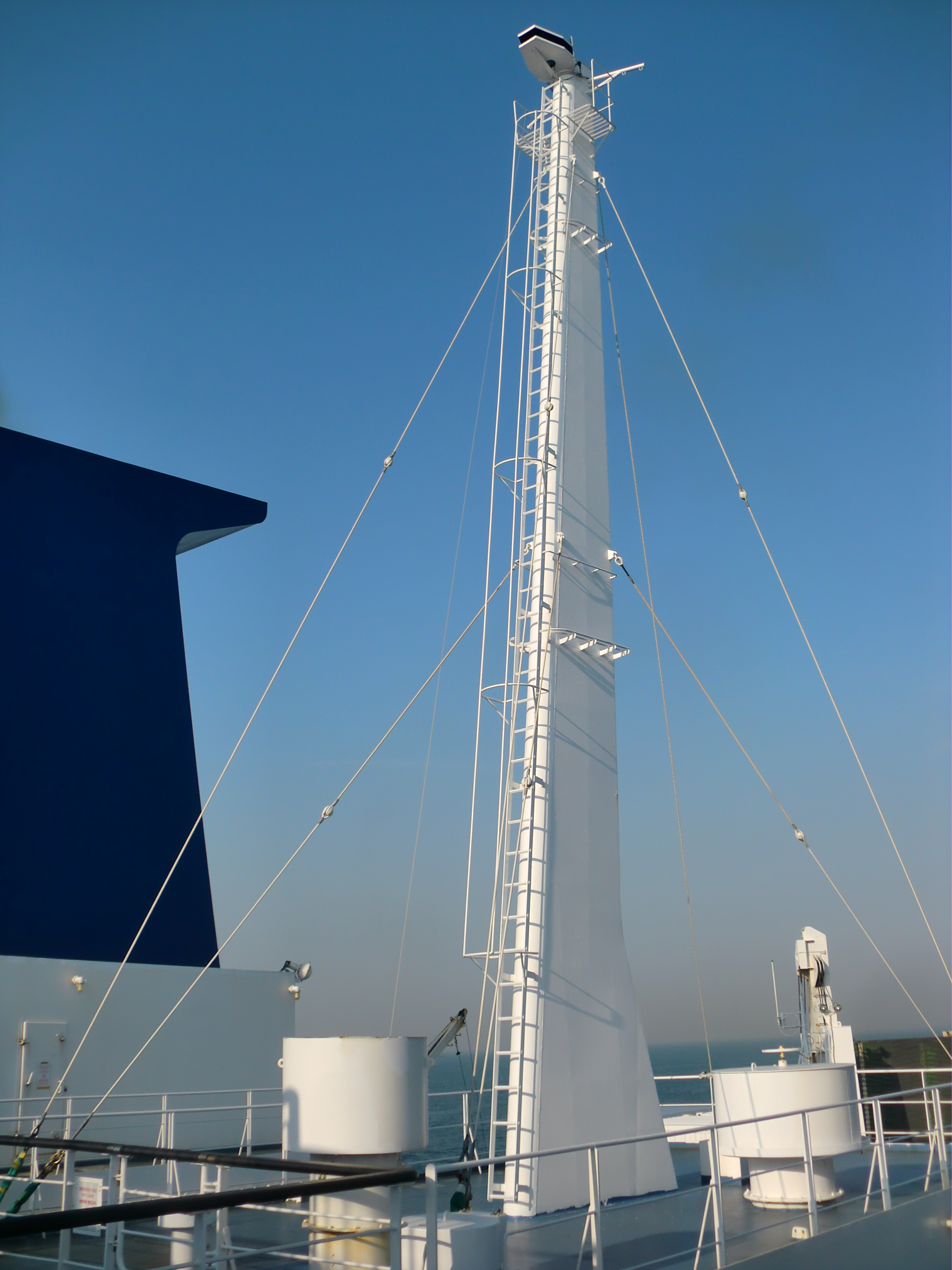
뉴 카멜리아호의 갑판 전경
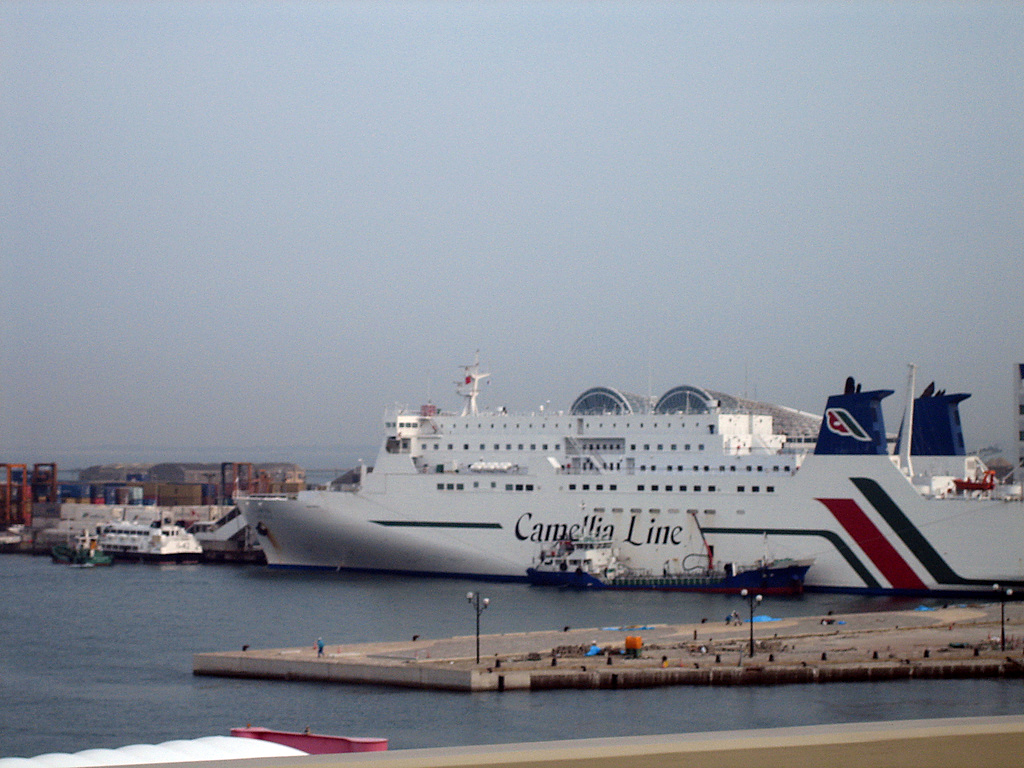
하카타항에서 한국으로 출항할 예정에 있는 뉴 카멜리아호의 모습
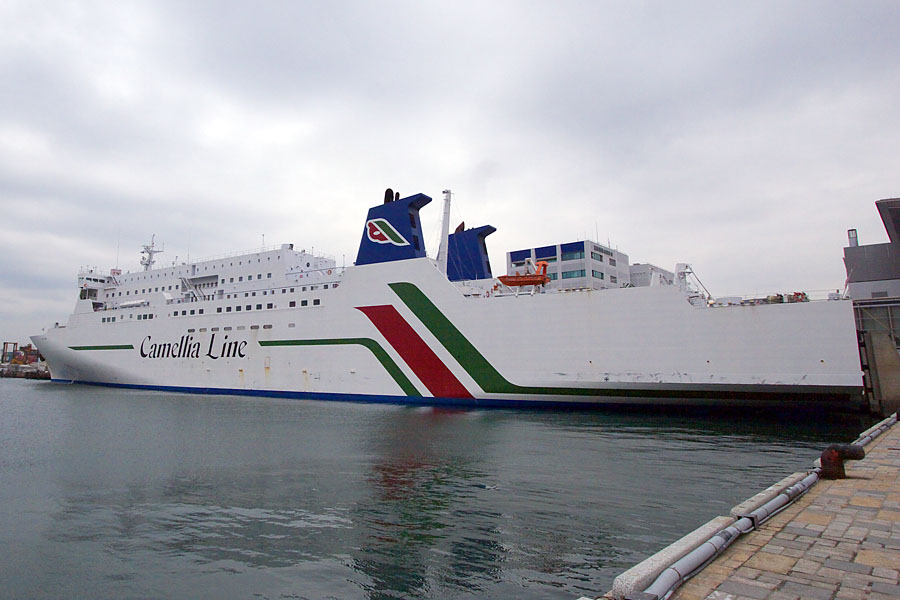
출항을 대기하고 있는 뉴 카멜리아호